# Kunlun Shan (998)
El Kunlun Shan (998) de la Armada del Ejército Popular de Liberación es la cabeza de serie de los LPD (landing platform dock) Tipo 071. Fue botado en 2006 y asignado en 2007.

## Desarrollo

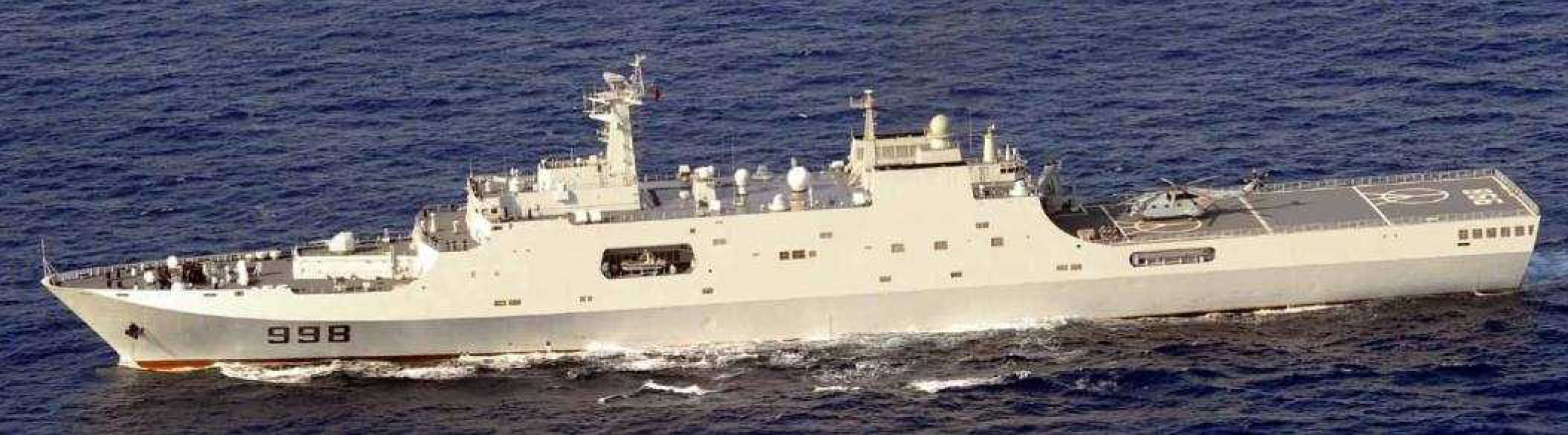
El Kunlun Shan navegando en el año 2012.

Como cabeza de serie de la clase Tipo 075, fue construido por el astillero Hudong-Zhonghua Shipbuilding de Shanghái. Fue botado en 2006 y asignado en 2007.

## Historial operativo
El 9 de marzo de 2014, el barco fue desplegado en la búsqueda del desaparecido vuelo 370 de Malaysia Airlines.
En septiembre de 2016, el barco participó en ejercicios navales combinados con la Armada rusa frente a las costas de Guangdong.
En 2019, el barco participó en operaciones antipiratería en el Golfo de Adén. En el viaje de regreso en junio, hizo una escala de cuatro días en el puerto de Sidney, Australia, como parte de un grupo de trabajo de tres barcos junto con la fragata Xuchang del Tipo 054A y el barco de reabastecimiento Luomahu del Tipo 903. Según el entonces primer ministro Scott Morrison, la visita naval fue invitada por el gobierno australiano, pero ni el gobierno de Nueva Gales del Sur ni el público australiano fueron informados antes de la llegada del grupo de trabajo, que desencadenó una polémica mediática entre los medios y políticos conservadores australianos en el contexto de la creciente tensión geopolítica en las relaciones chino-australianas.